# Домброва-Ляс
Домброва-Ляс (пол. Dąbrowa-Las) — село в Польщі, у гміні Полічна Зволенського повіту Мазовецького воєводства.
У 1975-1998 роках село належало до Радомського воєводства.